# Neÿ von Pilis

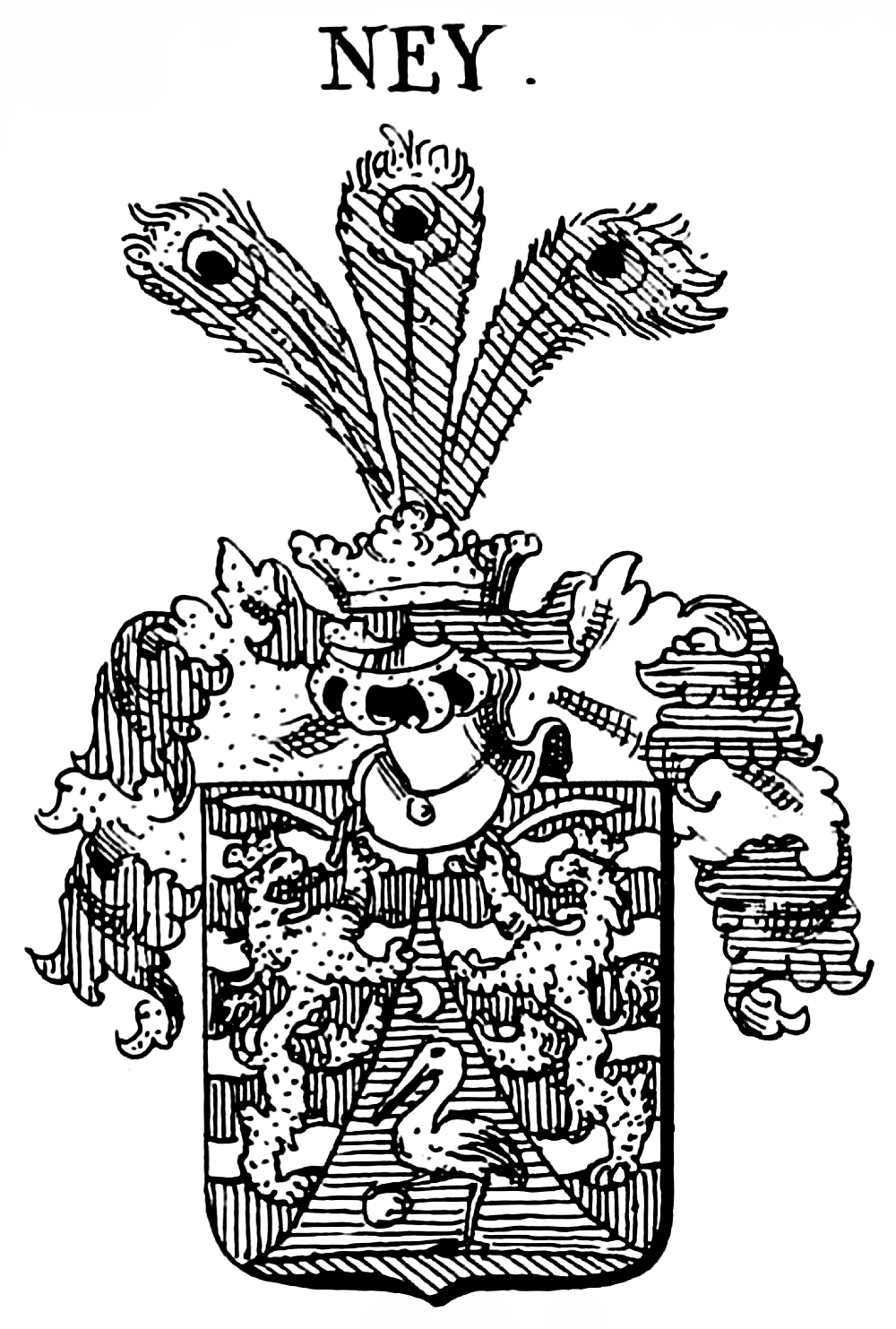
Wappen derer von Ney

Die Neÿ von Pilis sind ein ungarisches Adelsgeschlecht.

## Geschichte
Der Stammherr der Familie war Ferenc Neÿ, Rektor der Universität Budapest. Er  wurde am 13. Juni 1887 mit dem Prädikat „de Pilis“ in den Adelsstand erhoben. Seine Ehefrau war Angyalka Pilisy de Pilis. Auch der Chirurg Martin Ney soll einen Adels- und Wappenbrief identischer Blasonierung erhalten haben.

## Angehörige
- Béla Neÿ von Pilis (1843–1920), Schriftsteller[3]
- Karoly Neÿ von Pilis (1906–1989), SS-Obersturmbannführer und Regimentskommandeur[4]

## Wappen
In mit vier silbernen Wellenbalken belegten roten Schilde eine blaue Spitze, worin auf grünem Boden ein von einer linksgekehrten silbernen Mondsichel überhöhter Kranich, in der erhobenen Rechten einen Stein haltend; gegen die Spitze anspringend je ein gekrönter goldener Löwe, in der erhobenen Rechten einen Krummsäbel mit Parierstange haltend. Kleinod: Drei natürliche Pfauenfedern. Helmdecken: rot-gold und blau-silber.